# Dirka po Italiji 1948
Dirka po Italiji 1948 (italijansko Giro d'Italia 1948) je 31. izvedba dirke po Italiji, tritedenske moške cestne kolesarske etapne dirke. Začela se je 15. maja v Milanu in končala 6. junija v Milanu. Sodelovalo je 77 kolesarjev iz 11-ih ekip. Rožnato majico je prvič osvojil Fiorenzo Magni (Wilier Triestina), drugo mesto Ezio Cecchi (Cimatti), tretje pa Giordano Cottur (Wilier Triestina).

## Ekipe
- Atala
- Arbos
- Benotto
- Bianchi
- Cimatti
- Legnano–Pirelli
- Lygie
- Peugeot–Dunlop
- Viani-C.R.A.L. Imperia
- Viscontea
- Wilier Triestina

## Etape
| Etapa | Datum    | Štart/Cilj                            | Razdalja    | Tip         | Tip             | Zmagovalec               |             |
| ----- | -------- | ------------------------------------- | ----------- | ----------- | --------------- | ------------------------ | ----------- |
| 1     | 15. maj  | Milano – Torino                       | 190 km      |             | ravninska etapa | Giordano Cottur (ITA)    |             |
| 2     | 16. maj  | Torino – Genova                       | 226 km      |             | ravninska etapa | Mario Ricci (ITA)        |             |
| 3     | 17. maj  | Genova – Parma                        | 243 km      |             | gorska etapa    | Luciano Maggini (ITA)    |             |
| 4     | 18. maj  | Parma – Viareggio                     | 266 km      |             | ravninska etapa | Luigi Casola (ITA)       |             |
|       | 19. maj  | dan počitka                           | dan počitka | dan počitka | dan počitka     | dan počitka              | dan počitka |
| 5     | 20. maj  | Viareggio – Siena                     | 165 km      |             | ravninska etapa | Adolfo Leoni (ITA)       |             |
| 6     | 21. maj  | Siena – Rim                           | 256 km      |             | ravninska etapa | Luigi Casola (ITA)       |             |
| 7     | 22. maj  | Rim – Pescara                         | 230 km      |             | gorska etapa    | Antonio Bevilacqua (ITA) |             |
| 8     | 23. maj  | Pescara – Bari                        | 347 km      |             | ravninska etapa | Adolfo Leoni (ITA)       |             |
|       | 24. maj  | dan počitka                           | dan počitka | dan počitka | dan počitka     | dan počitka              | dan počitka |
| 9     | 25. maj  | Bari – Neapelj                        | 306 km      |             | gorska etapa    | Nedo Logli (ITA)         |             |
| 10    | 26. maj  | Neapelj – Fiuggi                      | 184 km      |             | ravninska etapa | Italo De Zan (ITA)       |             |
| 11    | 27. maj  | Fiuggi – Perugia                      | 265 km      |             | ravninska etapa | Désiré Keteleer (BEL)    |             |
|       | 28. maj  | dan počitka                           | dan počitka | dan počitka | dan počitka     | dan počitka              | dan počitka |
| 12    | 29. maj  | Perugia – Firence                     | 169 km      |             | ravninska etapa | Oreste Conte (ITA)       |             |
| 13    | 30. maj  | Firence – Bologna                     | 194 km      |             | gorska etapa    | Bruno Pasquini (ITA)     |             |
| 14    | 31. maj  | Bologna – Videm                       | 278 km      |             | ravninska etapa | Oreste Conte (ITA)       |             |
| 15    | 1. junij | Videm – Auronzo di Cadore             | 125 km      |             | gorska etapa    | Vincenzo Rossello (ITA)  |             |
|       | 2. junij | dan počitka                           | dan počitka | dan počitka | dan počitka     | dan počitka              | dan počitka |
| 16    | 3. junij | Auronzo di Cadore – Cortina d'Ampezzo | 90 km       |             | gorska etapa    | Fausto Coppi (ITA)       |             |
| 17    | 4. junij | Cortina d'Ampezzo – Trento            | 160 km      |             | gorska etapa    | Fausto Coppi (ITA)       |             |
| 18    | 5. junij | Trento – Brescia                      | 239 km      |             | ravninska etapa | Elio Bertocchi (ITA)     |             |
| 19    | 6. junij | Brescia – Milano                      | 231 km      |             | ravninska etapa | Fiorenzo Magni (ITA)     |             |
|       | Skupaj   | Skupaj                                | 4164 km     | 4164 km     | 4164 km         | 4164 km                  | 4164 km     |

## Razvrstitev po klasifikacijah
| Etapa  | Zmagovalec         | Rožnata majica · | Gorski seštevek             | Črna majica (zadnji) · | Ekipno           |
| ------ | ------------------ | ---------------- | --------------------------- | ---------------------- | ---------------- |
| 1      | Giordano Cottur    | Giordano Cottur  | brez                        | ?                      | ?                |
| 2      | Mario Ricci        | Giordano Cottur  | brez                        | Antonio Covolo         | ?                |
| 3      | Luciano Maggini    | Giordano Cottur  | Ezio Cecchi                 | Enzo Bellini           | Wilier Triestina |
| 4      | Luigi Casola       | Giordano Cottur  | Ezio Cecchi                 | Antonio Covolo         | Wilier Triestina |
| 5      | Adolfo Leoni       | Giordano Cottur  | Ezio Cecchi                 | Antonio Covolo         | Wilier Triestina |
| 6      | Luigi Casola       | Giordano Cottur  | Ezio Cecchi                 | Antonio Covolo         | Wilier Triestina |
| 7      | Antonio Bevilacqua | Giordano Cottur  | Fausto Coppi                | ?                      | Wilier Triestina |
| 8      | Adolfo Leoni       | Giordano Cottur  | Fausto Coppi                | ?                      | Wilier Triestina |
| 9      | Nedo Logli         | Vito Ortelli     | Ezio Cecchi                 | Aldo Bini              | Wilier Triestina |
| 10     | Italo De Zan       | Vito Ortelli     | Ezio Cecchi                 | Aldo Bini              | Arbos            |
| 11     | Désiré Keteleer    | Vito Ortelli     | Ezio Cecchi                 | Valeriano Zanazzi      | Arbos            |
| 12     | Oreste Conte       | Vito Ortelli     | Ezio Cecchi                 | Valeriano Zanazzi      | Arbos            |
| 13     | Bruno Pasquini     | Vito Ortelli     | Ezio Cecchi in Fausto Coppi | Prosper Depredomme     | Arbos            |
| 14     | Oreste Conte       | Fiorenzo Magni   | Ezio Cecchi in Fausto Coppi | ?                      | Arbos            |
| 15     | Vincenzo Rossello  | Ezio Cecchi      |                             | ?                      |                  |
| 16     | Fausto Coppi       | Ezio Cecchi      |                             | ?                      |                  |
| 17     | Fausto Coppi       | Fiorenzo Magni   | Fausto Coppi                | Aldo Bini              | Wilier Triestina |
| 18     | Elio Bertocchi     | Fiorenzo Magni   | Fausto Coppi                | Aldo Bini              | Wilier Triestina |
| 19     | Fiorenzo Magni     | Fiorenzo Magni   | Fausto Coppi                | Aldo Bini              | Wilier Triestina |
| Skupaj | Skupaj             | Fiorenzo Magni   | Fausto Coppi                | Aldo Bini              | Wilier Triestina |

## Končna razvrstitev
|  | Predstavlja vodilnega v skupnem seštevku |

### Rožnata majica
| Poz. | Kolesar                 | Ekipa                  | Čas          |
| ---- | ----------------------- | ---------------------- | ------------ |
| 1    | Fiorenzo Magni (ITA)    | Wilier Triestina       | 125h 51' 52" |
| 2    | Ezio Cecchi (ITA)       | Cimatti                | + 11"        |
| 3    | Giordano Cottur (ITA)   | Wilier Triestina       | + 2' 37"     |
| 4    | Vito Ortelli (ITA)      | Atala                  | s.t.         |
| 5    | Primo Volpi (ITA)       | Arbos                  | + 8' 24"     |
| 6    | Angelo Brignole (ITA)   | Arbos                  | + 9' 14"     |
| 7    | Giulio Bresci (ITA)     | Wilier Triestina       | + 9' 17"     |
| 8    | Gino Bartali (ITA)      | Legnano–Pirelli        | + 11' 52"    |
| 9    | Serafino Biagioni (ITA) | Viani-C.R.A.L. Imperia | + 15' 05"    |
| 10   | Alfredo Martini (ITA)   | Wilier Triestina       | + 18' 22"    |

### Gorski seštevek
| Poz. | Kolesar                 | Ekipa                  | Točke |
| ---- | ----------------------- | ---------------------- | ----- |
| 1    | Fausto Coppi (ITA)      | Bianchi                | 25    |
| 2    | Ezio Cecchi (ITA)       | Cimatti                | 16    |
| 3    | Gino Bartali (ITA)      | Legnano–Pirelli        | 14    |
| 4    | Vito Ortelli (ITA)      | Atala                  | 12    |
| 5    | Giordano Cottur (ITA)   | Wilier Triestina       | 9     |
| 6    | Serafino Biagioni (ITA) | Viani-C.R.A.L. Imperia | 8     |
| 7    | Primo Volpi (ITA)       | Arbos                  | 6     |
| 8    | Vincenzo Rossello (ITA) | Legnano–Pirelli        | 5     |
| 9    | Aldo Baito (ITA)        | Viscontea              | 4     |
| 9    | Luigi Casola (ITA)      | Cimatti                | 4     |
| 9    | Alfredo Martini (ITA)   | Wilier Triestina       | 4     |

### Ekipna razvrstitev
| Poz. | Ekipa                  | Točke        |
| ---- | ---------------------- | ------------ |
| 1    | Wilier Triestina       | 374h 47' 30" |
| 2    | Arbos                  | + 28' 30"    |
| 3    | Legnano–Pirelli        | + 1h 40' 07" |
| 4    | Viani-C.R.A.L. Imperia | + 2h 04' 25" |
| 5    | Benotto                | + 2h 56' 36" |
| 6    | Atala                  | + 3h 02' 43" |
| 7    | Viscontea              | + 4h 40' 14" |
| 8    | Cimatti                | + 5h 40' 45" |